# 아부라카와정
아부라카와정(油川町)은 아오모리현 히가시쓰가루군에 있던 정이다. 1939년 6월 1일에 아오모리시에 편입되어 소멸하였다.

## 연혁
- 1889년 4월 1일 - 정촌제 시행에 의해 히가시쓰가루군 유카와촌, 하시로촌과 합병해 아부라카와촌이 발족하였다.
- 1919년 4월 1일 - 정제 시행해 아부라카와정이 되었다.
- 1939년 6월 1일 - 아오모리시에 편입되어 소멸하였다.

## 참고문헌
- 『市町村名変遷辞典』東京堂出版、1990年。